# Yasuhiro Koseki
Yasuhiro Koseki (jap. 小関也朱篤 Koseki Yasuhiro; ur. 14 marca 1992 w Tsuruoce) – japoński pływak specjalizujący się w stylu klasycznym, wicemistrz świata i wielokrotny medalista igrzysk azjatyckich.

## Kariera
W 2013 roku podczas uniwersjady w Kazaniu zdobył złoto na dystansie 100 m stylem klasycznym i srebro w 4 × 100 m stylem zmiennym.
Rok później wywalczył cztery medale na igrzyskach azjatyckich w południowokoreańskim Inczon. Zajął drugie miejsce w konkurencjach 50 i 100 m stylem żabką oraz w sztafecie zmiennej 4 × 100 m. Brąz zdobył na 200 m stylem klasycznym.
Na mistrzostwach świata w Kazaniu w 2015 roku na dystansie 200 m żabką w półfinałach uzyskał najlepszy czas 2:08,03. W finale jednak zajął piąte miejsce z czasem 2:09,12. W konkurencji 100 m stylem klasycznym uplasował się na 14. pozycji (1:00,31). Koseki płynął także w sztafecie 4 × 100 m stylem zmiennym, która w finale zajęła szóste miejsce.
Podczas igrzysk olimpijskich w Rio de Janeiro w finale 200 m stylem klasycznym prowadził przez pierwsze 150 m w tempie lepszym od rekordu świata. Osłabł jednak przed metą i ostatecznie uplasował się na piątym miejscu, uzyskawszy czas 2:07,80. W konkurencji 100 m żabką był szósty z czasem 59,37. Uczestniczył też w wyścigu sztafet zmiennych 4 × 100 m, w którym Japończycy zostali sklasyfikowani na piątej pozycji.
W 2017 roku na mistrzostwach świata w Budapeszcie zdobył srebrny medal w konkurencji 200 m stylem klasycznym, uzyskawszy czas 2:07,29. Na dystansie dwukrotnie krótszym zajął czwarte miejsce z czasem 59,10. W eliminacjach 50 m żabką ustanowił rekord Azji (27,21), który poprawił w półfinale czasem 27,17. Koseki nie zakwalifikował się jednak do finału tej konkurencji i uplasował się ostatecznie na 11. pozycji. Płynął również w męskiej sztafecie 4 × 100 m stylem zmiennym. Japończycy zajęli czwarte miejsce i pobili rekord Azji.